# Ilvir Juzin
Ilvir Ildárovich Juzin –en ruso, Ильвир Ильдарович Хузин– (Neftekamsk, URSS, 14 de junio de 1990) es un deportista ruso que compitió en bobsleigh en las modalidades doble y cuádruple.
Ganó una medalla de bronce en el Campeonato Mundial de Bobsleigh de 2015 y una medalla de plata en el Campeonato Europeo de Bobsleigh de 2015.
Participó en los Juegos Olímpicos de Sochi 2014, ocupando el cuarto lugar en las prueba cuádruple. Pero este resultado le fue anulado en 2017 por demostrarse que había cometido violación de las reglas antidopaje.

## Palmarés internacional
| Campeonato Mundial | Campeonato Mundial    | Campeonato Mundial | Campeonato Mundial |
| Año                | Lugar                 | Medalla            | Prueba             |
| ------------------ | --------------------- | ------------------ | ------------------ |
| 2015               | Winterberg (Alemania) | Medalla de bronce  | Equipo             |
| Campeonato Europeo |                       |                    |                    |
| Año                | Lugar                 | Medalla            | Prueba             |
| 2015               | La Plagne (Francia)   | Medalla de plata   | Cuádruple          |